# 印度尼西亚国徽

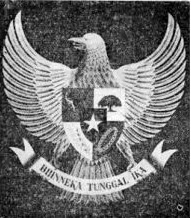
印尼國徽於1950年2月11日啟用，仍然沒有波峰，而且爪子的位置也不同。

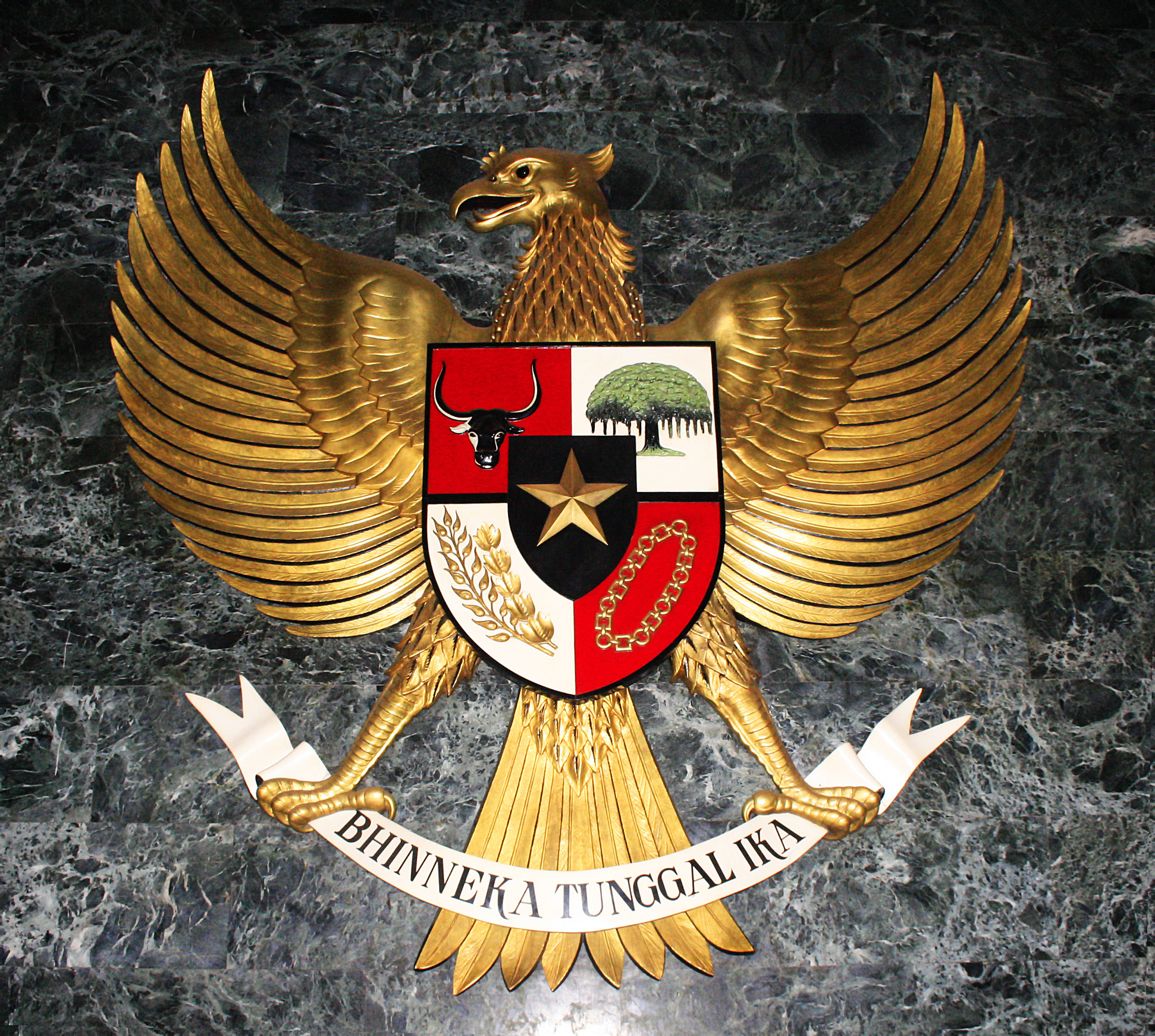
在雅加達的印尼國家紀念塔博物館內的印尼國徽。

印度尼西亞國徽被稱為金翅鳥潘查希拉。印尼國徽的主要部分是在迦樓羅的胸部前方有一個紋章盾和一條被其腿部抓住的捲軸。盾徽的五個部分各自代表了印尼的建国五项原则。迦樓羅的鳥爪抓住一個白色綬帶捲軸，綬帶上刻有以老爪哇語寫上的國家格言，可以翻譯成“異中有同”。金翅鳥潘查希拉是由坤甸的蘇丹哈米德二世設計的，由蘇卡諾監督，1950年2月11日被採納為國徽。

## 綬帶和國家格言
迦樓羅（爪哇鷹）的鳥爪抓住在綬帶上的國家格言，“Bhinneka Tunggal Ika”是史詩“Sutasoma”的古爪哇節，歸功於14世紀爪哇滿者伯夷王國的詩人Empu Tantular。荷蘭學者Brandes從荷蘭贓物中的許多貝葉經的手稿中重新發現了這個短語，叫做Lombok寶藏 - 是在1894年被摧毀的龍目島宮殿中掠奪的。
這首詩闡述了印度教徒和佛教徒信仰之間的和解原則：意義上的字面意思是“雖然多樣化，既有真法，因此在真理中不存在二元性”，這種宗教寬容精神是新興的Majapahit國家和剛剛出生的印度尼西亞共和國的基礎和安全的基本要素。它大致呈現，多樣化，但團結或更具詩意的英語：多樣性的團結。印尼官方的印度尼西亞語翻譯是：“異中有同”

## 用途
印尼國徽是印尼政府的象徵，也是政府各部、下屬部門和各級政府機關的官方標誌。懸掛印尼國徽的場所包括總統府、紀念碑、政府大樓，公共和私人建築、印尼駐外使領館。公立學校的課室也懸掛國徽，其位置略高於總統和副總統肖像照。此外，它用於每艘海軍船隻的前方，表示船隻的政府地位。此外，每個州長和城市或者法令的負責人都戴著國徽在他們的頭飾徽章上。總統在他/她旅行的每一架飛機上使用它。各省，省，軍警部門也一方面利用它。
也有立法機構和公共機構在標誌中加入印尼國徽，例如肅貪委員會、選舉委員會、人民代表會議（下議院）和地方代表理事會（上議院）。
在運動中，許多運動分支機構使用國徽作為他們的統一徽章，如足球，創造了綽號被稱為“迦樓羅隊”的印度尼西亞國家足球隊。
然而，印尼國徽的一些元素在非國家和非政府組織中被使用。例如，大印尼運動黨的黨徽就是印尼國徽中迦樓羅鳥的頭像。普拉博沃·蘇比安托在2014年總統選舉的激烈的象徵也使用了印尼國徽的紅色輪廓的Garuda Merah（紅色Garera），引發了爭議，並抗議是否允許黨派非政府組織使用印尼國徽作為他們的象徵。普拉博沃的2014年總統電視競選音樂錄影帶也引起了爭議，他展示了金色的印尼國徽，看起來像德國的皇家鷹，在審美意像上讓人聯想到納粹風格的法西斯主義。

## 象徵

### 迦樓羅
迦樓羅是神話般的金鷹，對印度教和佛教神話都是共同的。迦樓羅是一個嵌合體，擁有金鷹的翅膀、喙和腳，但也擁有像人的手臂和軀幹。迦樓羅通常用作南亞和東南亞國家的標誌。在印度尼西亞的徽章中使用迦樓羅，援引了跨越印尼群島的殖民王國滿者伯夷，當今的印度尼西亞共和國從此被認為是這個殖民地王國的後裔。
然而，與雅加達的古代寺廟，巴厘島迦樓羅或泰國國徽的特色，不同於傳統的人造形體，印尼國徽的設計以現代的自然主義風格呈現。印尼國徽的設計靈感來源於爪哇島山區森林地區的瀕危猛禽elan Jawa或爪哇鷹鵰。爪哇鷹鵰與印尼國徽的相似之處最為明顯，突出的冠冕冠冕頂峰，全身羽毛色為深棕色至栗色金。根據總統令，爪哇鷹鵰合法登記為印度尼西亞的國鳥，從而使瀕危物種得到極高的保護。
於印尼國徽上，迦樓羅象徵著力量和力量，而金色象徵著偉大和榮耀。
印尼國徽上的迦樓羅的羽毛被安排，以便他們援引1945年8月17日正式承認的印度尼西亞獨立日。羽毛總數象徵著宣布印尼獨立的日期：
- 每翼的羽毛數量共計17
- 尾巴羽毛總數8
- 盾牌或尾巴下的羽毛總數量19
- 頸部羽毛總數45

### 國徽
盾牌的每一部分都有對應於它的創始人蘇加諾總統制定的潘查希拉原則的象徵。在這些數字中可能象徵著某些意義，例如8和17代表了8月17日（印度尼西亞獨立日）。

### 盾徽
大鵬金翅鳥胸前有一盾徽，中間的小盾黑地繪有一顆黃色五角星。其餘部份分為四象限，水平軸加粗，象徵赤道。第一、三象限為白地，二、四象限為紅地。盾徽的五個部分各自代表了印尼的建国五项原则：

#### 五角星
中央的黑底五角星——對應原則第一條「信仰最高真主」（Ketuhanan yang Maha Esa）

#### 鏈條
第四象限的紅底鏈條——對應原則第二條「正義和文明的人道主義」（Kemanusiaan yang Adil dan Beradab）

#### 榕樹
第一象限的白底榕樹——對應原則第三條「印度尼西亞的团结統一」（Persatuan Indonesia）

#### 牛頭
第二象限的紅底牛頭——對應原則第四條「在代議制和協商的明智思想指導下的民主」（Kerakyatan yang Dipimpin oleh Hikmat Kebijaksanaan dalam Permusyawaratan/Perwakilan）

#### 稻穗和棉花
第三象限的白底稻穗和棉花——對應原則第五條「為全體印度尼西亞人民實現社會正義」（Keadilan Sosial bagi Seluruh Rakyat Indonesia）

## 歌曲
《嘉魯達·潘查希拉》由蘇達諾托作曲、填詞，是紀念印度尼西亞獨立鬥爭的愛國歌曲。
歌詞
Garuda Pancasila

Akulah pendukungmu

Patriot proklamasi

Sedia berkorban untukmu

Pancasila dasar negara
Rakyat adil makmur sentosa
Pribadi bangsaku
Ayo maju maju
Ayo maju maju
Ayo maju maju
中文翻譯
嘉魯達·潘查希拉

我是你的捍衛者

擁護宣言的愛國者

準備好為您犧牲

潘查希拉，國家的根基
人民公平、富裕又安康
是民族的品格
一起前進前進
一起前進前進
一起前進前進